# Spier Fahrzeugwerk

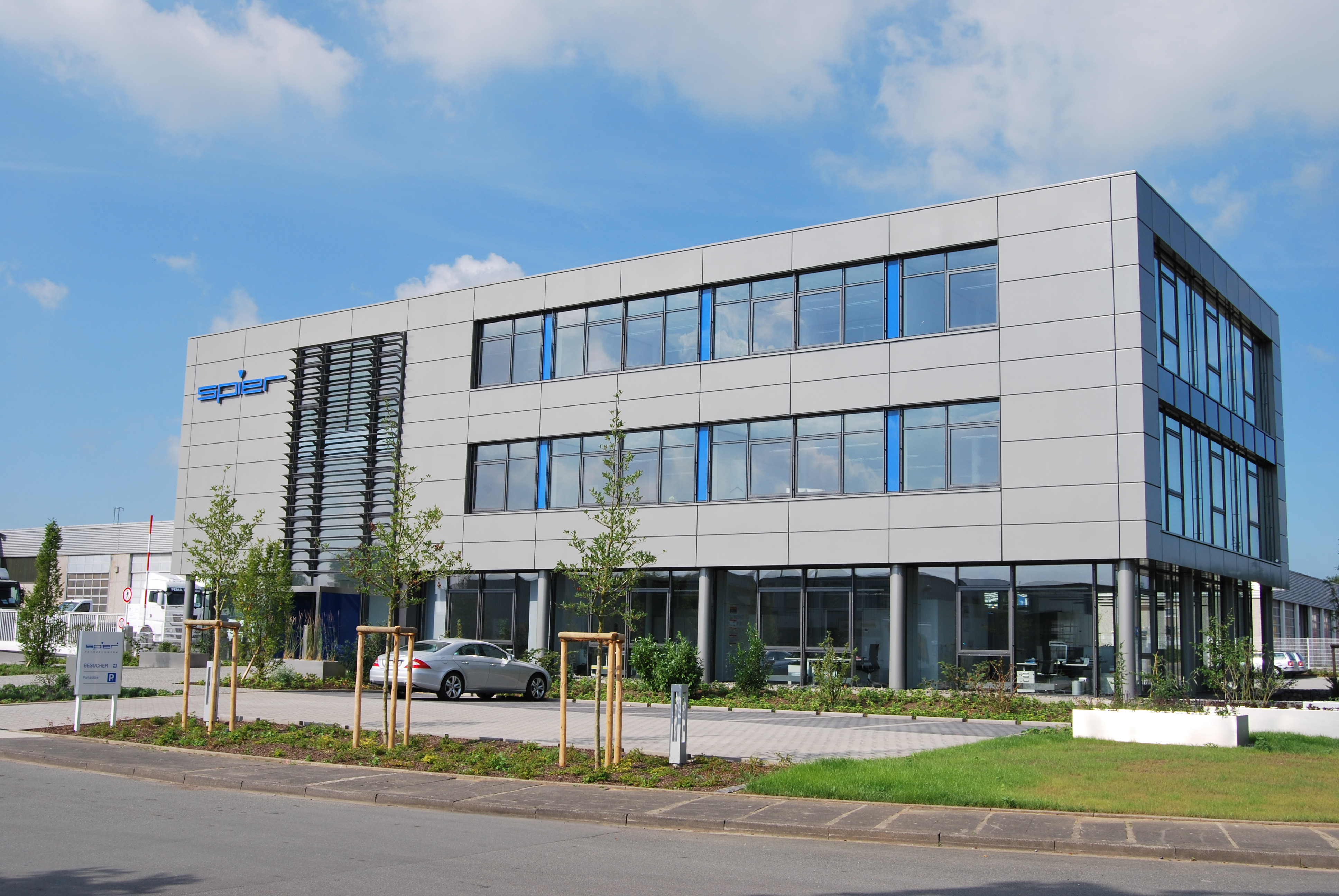
Verwaltungsgebäude von Spier

Die Spier GmbH & Co. Fahrzeugwerk KG ist ein deutscher Spezialanbieter im Nutzfahrzeugmarkt mit Sitz im westfälischen Steinheim. Das inhabergeführte Familienunternehmen fertigt Verteilerfahrzeuge, Kofferaufbauten, Pritschen- und Getränkeaufbauten, Kühlaufbauten, Wechselsysteme, Sattelanhänger, Drehschemelanhänger und Zentralachsanhänger. Die Produkte kommen von Auto- und Trailervermietungen bis hin zu Paket- und Zustelldiensten zum Einsatz. 2022 beging das Unternehmen sein 150-jähriges Firmenjubiläum.
Muttergesellschaft ist die Spier Verwaltungs GmbH & Co. KG.

## Geschichte

### Gründung und Entwicklung zum Nutzfahrzeughersteller
Heinrich Spier gründete 1872 einen Betrieb für Stellmacherei und Wagenbau in Steinheim. Spier fertigte Wagenräder aus Holz, Schubkarren, Erntewagen, landwirtschaftliche Geräte und reparierte Ackerwagen. Die Werkstatt bestand aus einem ehemaligen Stallgebäude – Heinrich Spier baute es zur Werkstatt um, mit etwa 40 m². Zwei Lehrlinge unterstützten den Handwerker. Heinrich und Karoline Spier hatten sieben Kinder, einer der beiden Söhne war Heinrich Spier junior. Dieser übernahm 1924 den Handwerksbetrieb seines Vaters. Zwei Jahre später erhielt Heinrich Spier junior den Meisterbrief. Er entwickelte das Unternehmen in Richtung Fahrzeugbau: 1930 fertigte er zum Beispiel luftbereifte Pferdeanhänger.
Mit der Entwicklung des Automobils erschloss sich das Unternehmen ab 1930 neue Aufgabenfelder. Das Produktionsprogramm entwickelte sich vom Bau von Milchwagenanhängern hin zum Umbau von PKW und der Entwicklung und Fertigung von Leichtmetall-Aufbauten.
Zusammen mit Bekannten und Freunden suchte Heinrich Spier in dieser Zeit auch alte Militärfahrzeuge und baute sie zusammen mit drei Mitarbeitern zu Transport-Lkw um.
Heinrich Spier bestand 1949 eine weitere Meisterprüfung als Karosseriebauer. In den ersten Aufbaujahren nach Ende des Zweiten Weltkriegs fertigte das Unternehmen Spier unter anderem Verkaufswagen. Spier baute außerdem Pkw in Kombi-Fahrzeuge um und fertigte Viehtransporter. Ab 1949 baute Spier erste Möbelwagen, damals noch mit Holzkarosserie.
Mit dem Beginn einer Lehre zum Karosseriebauer trat 1951 mit Willi Spier (* 1937) die dritte Generation der Familie Spier in das Unternehmen ein. Auch für das Unternehmen begann damit ein neuer Abschnitt: 1957 startete es die Fertigung der Aluminiumaufbauten. Sie bestanden aus Profilen in einer Gerippebauweise und aufgenieteten glatten Aluminiumblechen. Produziert wurden nun Auflieger und Motorwagen in Pullman-Bauweise.
Willi Spier trat nach der Meisterprüfung als Karosseriebauer 1960 als Mitgesellschafter in das Unternehmen ein. 1963 bezog das Unternehmen neue Hallen im Gewerbegebiet Steinheim.

### 1970–1990
In den 1970er- und 1980er-Jahren wurde mit der aerodynamischen Optimierung begonnen. Der Betrieb ergänzte sein Fertigungsprogramm um Schmutzabweiser für Lkw. Sie wurden an den seitlichen Fahrerhauskanten montiert, leiteten den Fahrtwind in den unteren Bereich und verhinderten damit die Verschmutzung von Außenspiegeln, Seitenscheiben und Türgriffen. Schmutzabweiser wurden einige Jahre später bei den Lkw-Herstellern und sind bis heute in das Design handelsüblicher Lkw integriert.
Spier eröffnete 1972 ein neues Werk im Ortsteil Steinheim-Bergheim auf einer Grundstücksgröße von 40.000 m².
Das Unternehmen präsentierte 1974 den Top-Spoiler: Ein großflächiges, konvex geformtes Luftleitblech, verschraubt mit vier Tellerhalterungen auf dem Fahrerhausdach, leitete den Fahrtwind über die Kante des Aufbaus hinweg und erreichte einen, relativ zu damalig gefertigten Fahrzeugen ohne Top-Spoiler, bis zu zehn Prozent geringeren Kraftstoffverbrauch.
Langen Sattelanhängern verlieh ab 1975 eine Diagonal-Hinterachslenkung mehr Wendigkeit. Die Zwangslenkung der weit hinten angebrachten Trailerachse von einachsigen Aufliegern erlaubte gleichzeitig einen langen Radstand und damit eine bessere Gewichtsverteilung.
Im Jahr 1977 begann das Unternehmen nach die Entwicklung und Fertigung von UPS-Fahrzeugen für Europa – bis heute ein wichtiger Unternehmensbereich.
In der Nacht vom 18. auf den 19. Juli 1977 zerstörte ein Brand das erst fünf Jahre alte Hauptwerk. Der Schaden belief sich auf einige Millionen D-Mark.
Im Jahr 1978 begann Spier mit der Entwicklung des Top-Sleepers, einer Fahrerschlafkabine über dem Fahrerhaus.
Im Jahr 1982 erfolgte ein Generationenwechsel: Heinrich Spier, Sohn des Unternehmensgründers und fast 60 Jahre an der Spitze des Unternehmens, übergab die Unternehmensleitung vollständig an seinen Sohn Willi Spier. Willi Spier wurde 1986 in den Beirat des Verbandes der Automobilindustrie gewählt.
1989 nahmen die Kofferaufbauten aus dem Hause Spier das Aeroform-Design an. Darüber hinaus wurden Fahrzeuge für den Verteilerverkehr und innerbetrieblichen Rangierverkehr entwickelt.

### Seit 1990
Zwischen 1991 und 2000 wurden Neuerungen in der Produktentwicklung und den Fertigungsprozessen eingeführt. Es wurden neue Klebeverfahren und eine Weiterentwicklung der Ladungssicherungssysteme vorgenommen. Darüber hinaus wurde die Produktpalette durch einen Leichtbaukoffer ergänzt.
1998 kam es zum Wechsel in der Unternehmensführung: Willi Spier übergab mit 60 Jahren die Geschäftsführung der Fahrzeugwerk KG an seine Söhne Jürgen Spier und Michael Spier. Jürgen Spier übernahm das Amt des Sprechers der Geschäftsführung. Sein Bruder wurde Geschäftsführer des Tochterunternehmens ATV GmbH.
2001 wurde das Produktportfolio durch Neuentwicklungen ergänzt und das Unternehmen spezialisierte sich stärker. Die Entwicklung von Schiebeplanen- und Curtainsideraufbauten, des aerodynamisch optimierten Integralaufbaus Aerobox und die Erschließung des Bereiches Kühlaufbauten mit dem Produkt Athlet Thermo sind Ergänzungen im Produktportfolio.
Das Unternehmen vergrößerte das Betriebsgelände und weihte eine neue Produktionshalle mit zwei neuen Fertigungslinien ein. Die Fläche des Betriebsgeländes wurde auf 125.000 m² vergrößert.
2011 begann eine Partnerschaft mit der SDG Modultechnik GmbH aus Bielefeld, mittels der verschiedene Weiterentwicklungen in den Wechselverkehrssystemen realisiert wurden.
2012 wurde das Zustellerfahrzeug Spier SP 70 auf Basis des Mercedes-Benz Sprinter entwickelt, das aerodynamische Aspekte einschloss und den Komfort des Kuriers und die Sicherheit der zu transportierenden Ware verbesserte.
2014 wurde der Leichtbaukoffer Athlet light für Nutzfahrzeuge mit einem zugelassenen Gesamtgewicht von 3,5 t entwickelt. Durch die Zusammenarbeit mit verschiedenen Fahrgestellherstellern wurde es möglich, eine drastische Erhöhung der Nutzlast des Fahrzeuges zu realisieren.
2016 wurde der Integralaufbau SP 80 auf Basis des Iveco Daily entwickelt.
2018 wurde der Integralaufbau SP 45plus auf Basis des Mercedes-Benz Sprinter am Markt eingeführt.
2019 wurde ein neues Werksgelände mit der Nummer 3 in der Heinrich-Spier-Straße 24 offiziell eröffnet. Die neuen Hallen 9 und 10 befinden sich auf einem 33.050 m² großen Gelände. Hier werden durch das Schwesterunternehmen ATV Fahrzeugtechnik GmbH vorzugsweise Werks-Kastenwagen unterschiedlicher Hersteller mit KEP (Kurier-ExpressPaket) Regalsystemen und speziellen KEP-Detaillösungen ausgestattet. 
2020 wurde der Leichtbau-Kofferaufbau Athlet S für den Tonnagebereich von 3,5 bis 5,5 t zulässigem Gesamtgewicht vorgestellt. Durch den Einsatz moderner Werkstoffe wurde die Nutzlast erhöht und das Aufbaugewicht reduziert. Äußerlich weisen Details auf die Neuentwicklung hin, wie zum Beispiel das in die Profilkappe eingelassene Spier-Logo oder das Athlet-Logo, das das altbekannte Aeroform-Logo ersetzt. In den Außenrahmen integrierte Airline-Schienen bilden die Basis für die Ladungssicherung (z. B. mit eingelassenen Zurrbügeln).
2020 wurde der Integralaufbau SP 60plus am Markt eingeführt. Der SP 60plus wurde auf Basis des Mercedes-Benz Sprinter und in Leichtbauweise entwickelt. Das Gesamtfahrzeug hat ein zulässiges Gesamtgewicht von 3,5 t und ein Ladevolumen von ca. 17 m³.